# Mindre bomullsfly
Mindre bomullsfly, Spodoptera littoralis är en fjärilsart som beskrevs av Jean Baptiste Boisduval 1833. Mindre bomullsfly ingår i släktet Spodoptera och familjen nattflyn, Noctuidae. Mindre bomullsfly är ursprunglig i Afrika men har spridits huvudsakligen med mänsklig aktivitet till södra Europa (medelhavsområdet) och södra Asien. Arten är även migrerande och är klassad som tillfällig i Sverige efter ett fynd på Öland. I Finland finns flertalet fynd av arten men de anses vara införda och de flesta är funna i samband med växthusodling. Arten är dessutom klassad som invasiv i ´Finland. Inga underarter finns listade i Catalogue of Life.

## Bildgalleri

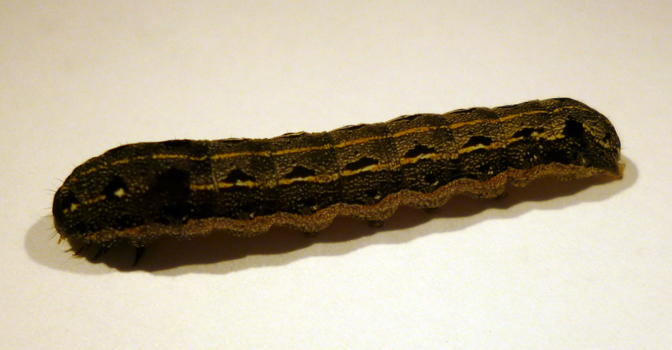
Fjärilens Larv
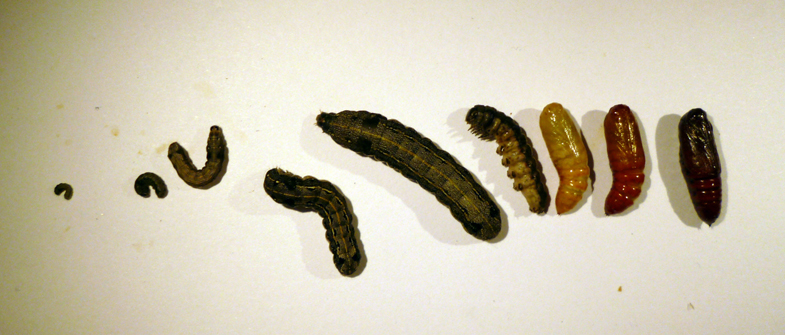
Larver i olika åldrar och puppor i olika skeden i utvecklingen.
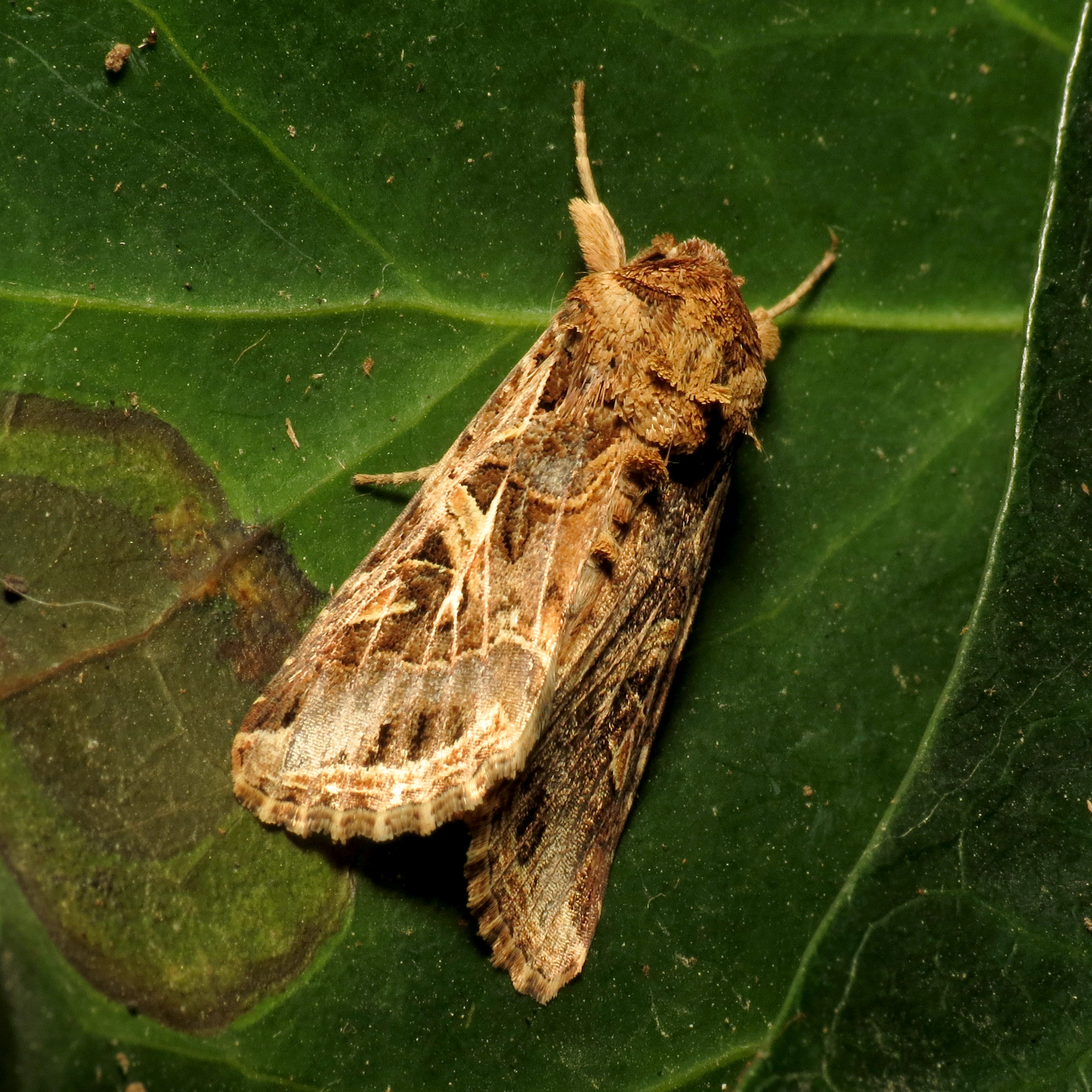
Imago fjäril